# Thelymitra malvina
Thelymitra malvina är en orkidéart som beskrevs av M.A.Clem., D.L.Jones och Brian Peter John Molloy. Thelymitra malvina ingår i släktet Thelymitra och familjen orkidéer. Inga underarter finns listade i Catalogue of Life.